# Loro Piceno
Loro Piceno település Olaszországban, Marche régióban, Macerata megyében. Lakosainak száma 2132 fő (2023. január 1.). Loro Piceno Colmurano, Mogliano, Petriolo, Sant’Angelo in Pontano, Urbisaglia, Massa Fermana, Montappone és Ripe San Ginesio községekkel határos.

## Népesség
A település lakossága az elmúlt években az alábbi módon változott:
| Lakosok száma | 2407 | 2357 | 2132 |
|               | 2017 | 2018 | 2023 |